# Amt Büchold
Die Herrschaft Büchold (zuletzt Amt Büchold) war ein Territorium verschiedener Adelsfamilien und später ein Amt des Hochstifts Würzburg.

## Geschichte
Kern der Herrschaft war die Höhenburg Büchold im heutigen Landkreis Main-Spessart. Diese wurde erstmals urkundlich im Jahre 1299 als Ordensniederlassung des würzburgerischen Johanniterhauses erwähnt. 1364 erwarb Hildebrand von Thüngen den Besitz als würzburgisches Lehen. Etwa 1540 wurde das lutherische Bekenntnis in der Herrschaft Büchold eingeführt.
Im Jahre 1596 erwarb Dietrich Echter von Mespelbrunn Schloss und Herrschaft Büchold für 125.000 Gulden. Er führte die Rekatholisierung Bücholds durch. 1652 ging die Herrschaft Büchold als würzburgisches Lehen an die Familie von Dalberg und wurde damit Teil der erweiterten Herrschaft Dalberg. 1719 starb der Zweig der Familie von Dalberg aus und das Hochstift Würzburg zog Schloss und Herrschaft Büchold als erledigtes Lehen ein. Würzburg verwaltete die Herrschaft aber nicht selbst, sondern vergab sie als Lehen an Lothar Gottfried Freiherr von Greiffenclau. 1747 ging das Lehen an die Familie von Ingelheim. Diese Transaktion musste nach einem Urteil des Reichskammergerichtes 1753 rückgängig gemacht werden. Nun verwaltete das Hochstift den Besitz als Amt Büchold selbst. 1776 wurde das Amt Büchold aufgehoben und das Gebiet dem Amt Arnstein zugeordnet.